# Пржевальский, Михаил Алексеевич
Михаи́л Алексе́евич Пржева́льский (5 ноября 1859 — 13 декабря 1934, Белград) — русский военачальник, командующий Кавказским фронтом Первой мировой войны в июне—декабре 1917 года, участник Белого движения, генерал от инфантерии, двоюродный брат известного путешественника генерала Н. М. Пржевальского.

## Биография
Из дворян Тверской губернии. Сын генерала Алексея Кузьмича Пржевальского.
Окончил Петровскую Полтавскую военную гимназию (1876) и Михайловское артиллерийское училище (1879), откуда выпущен был подпоручиком в лейб-гвардии 2-ю артиллерийскую бригаду.
В 1884 году окончил Михайловскую артиллерийскую академию, а в 1888 году — Николаевскую академию Генерального штаба по 1-му разряду, с производством в штабс-капитаны. Назначен состоять при Кавказском военном округе. В ноябре 1888 года переименован в капитаны Генерального Штаба. В ноябре 1888 года назначен на должность начальника строевого отдела штаба Михайловской крепости в городе Батум. В апреле 1891 года назначен на должность обер-офицера для особых поручений при командующем войсками Кавказского военного округа.
В марте 1892 года перешёл на дипломатическую службу, был переименован в надворные советники и назначен на должность секретаря генерального консульства в городе Эрзеруме. В 1896 году произведён в полковники. Пробыл на дипломатической службе до 1901 года. 10 июля 1901 года был назначен начальником штаба 39-й пехотной дивизии, входившей в состав 1-го Кавказского армейского корпуса. В июле 1903 года назначен командиром 155-го пехотного Кубинского полка. В феврале 1905 года назначен на должность начальника войскового штаба Кубанского казачьего войска. 2 апреля 1906 года за отличие по службе произведён в генерал-майоры. 5 мая 1906 года назначен начальником войскового штаба Терского казачьего войска.
13 декабря 1908 года назначен начальником Кубанской пластунской бригады, с которой и вступил в Первую мировую войну. С началом военных действий на Кавказском театре военных действий, Пржевальский одновременно возглавил Кагызманский отряд. Был пожалован Георгиевским оружием
За то, что в период боев с 3 по 10 ноября 1914 г., командуя Кубанской пластунской бригадой, с искусством и доблестью руководил боем против двух пехотных дивизий с артиллерией неприятеля, остановил его наступление и мужественно и стойко отразил все атаки, что прочно обеспечивало левый фланг Сарыкамышского отряда от обхода значительных сил турок на правом берегу р. Аракса.
В начале Сарыкамышской операции 15 декабря 1914 года прибыл с бригадой в Сарыкамыш. На него была возложена задача обороны города и, по мнению одних современников, он сыграл одну из важнейших ролей в ходе вышеназванной операции, а по мнению других — очень завысил свои заслуги. Был награждён орденом Святого Георгия 4-й степени
За то, что вступив 19-го декабря минувшего года в командование Сарыкамышским отрядом, несмотря на громадное превосходство сосредоточенных у гор. Сарыкамыша турецких войск, охвативших уже этот город с севера и овладевших участком железной дороги, а также не взирая на исключительно трудно-доступную местность и огонь турецкой артиллерии, занимавшей командующее положение, в течение 16-го, 17-го, 18-го и 19-го декабря 1914 года окончательно закрепил за собой подступы к Бардусскому перевалу, а в горячем бою 20-го декабря 1914 года овладел этим перевалом и охватил правый фланг неприятеля. Во время ночной атаки турок и атаки 18-го декабря, генерал-майор Пржевальский лично водил свой резерв в контратаку, завершившуюся погромом турецкой атакующей колонны. Таким образом, благодаря личному мужеству, истинному героизму, и бесстрашию названного генерала, воодушевлявшего войска, которые, в критические минуты, видели своего начальника в наиболее угрожаемом пункте, было сдержано наступление значительно превосходной по численности части турецкой армии, и затем решительным ударом одержана победа, завершившаяся разгромом целого турецкого корпуса.
13 января 1915 года произведён в генерал-лейтенанты (старшинство с 19 июля 1914 года). 3 февраля 1915 года назначен командиром 2-го Туркестанского армейского корпуса, зарекомендовал себя, как храбрый и опытный командир. Сыграл выдающуюся роль в проведении Эрзерумской операции, где его корпус нанёс главный удар, а прорыв осуществляла 4-я Кавказская стрелковая дивизия генерал-лейтенанта Н. М. Воробьёва. Успешно действовал в Эрзинджанской операции, обойдя левый фланг 3-й турецкой армии и разгромив 10-й турецкий корпус. Был награждён орденом Святого Георгия 3-й степени
За то, что, получив задачу овладеть фортами, прикрывавшими Гуджибогасский проход и выйти в тыл Девебойнской позиции, сосредоточив к 30-му января 1916 года свои силы в районе селения Карагюбек, повел энергичное наступление на сильно укрепленные Карагюбекскую, а потом Тафтинскую позиции, несмотря на то, что на фланге его корпуса были две турецкие дивизии, энергично наступавшие на него. Искусно задуманная и с решительностью веденная операция привела к прорыву сильно укрепленной и отчаянно обороняемой турками позиции и вывела 2-й Туркестанский армейский корпус в тыл Эрзерумского укрепленного района, что оказало решительное влияние на овладение Эрзерумской крепостью и на поражение 3-й турецкой армии.
2 июля 1916 года взял Байбурт, захватив более 2 тысяч пленных и 6 орудий. 19 ноября 1916 года произведён в генералы от инфантерии. 3 (16) апреля 1917 года назначен командующим Кавказской армией, а 31 мая — главнокомандующим войсками Кавказского фронта, сменив на этом посту генерала от инфантерии Юденича. В 1917 году военные действия на Кавказском театре военных действий носили вялотекущий характер, а войска фронта под действием большевистской революционной пропаганды стремительно теряли боеспособность и дисциплинированность.
В начале декабря 1917 года командующий турецкой ударной группировкой генерал Вехиб-паша обратился к генералу Пржевальскому и руководству Закавказского комиссариата с предложением о перемирии. Военные действия были прекращены и начаты переговоры. Соглашение о перемирии было подписано (5) 18 декабря в Эрзинджане, но это уже не могло изменить кризисной ситуации. Перемирие привело к массовому отходу русских войск из Западной Армении на территорию Европейской России. Считая невозможным продолжать в этой ситуации руководство войсками Кавказского фронта, генерал Пржевальский 28 декабря 1917 года (по новому стилю 10 января 1918 года) сложил с себя полномочия главнокомандующего фронтом и покинул действующую армию, передав командование начальнику штаба фронта генералу Е. В. Лебединскому. Одним из последних своих приказов (от 26.12.1917 г.) главком Пржевальский утвердил командующим отдельным Армянским армейским корпусом генерала Ф. И. Назарбекова.
Пржевальский вступил в Вооружённые силы Юга России на Кубани и в начале 1919 года был назначен генералом А. И. Деникиным начальником войск Прикаспийского района с подчинением генералу Ляхову (главноначальствующему и командующему войсками Терско-Дагестанского края). Командовал русскими формированиями в Баку (из частей Кавказской армии генерал-майора Л. Бичерахова), но под давлением англичан отступил в Дагестан, отказавшись выполнить приказ генерала Томсона уйти из Порт-Петровска. В марте 1920 года оборонял Майкоп от Красной Армии. Эвакуирован в начале 1920 года из Новороссийска на остров Лемнос. 16 октября 1920 года выехал в Русскую Армию барона Врангеля в Крым на корабле «Херсон». Участник антисоветской борьбы на Кубани, в июле 1921 года выбран командующим Кубанской повстанческой армией. В сентябре 1921 года повстанцы генерала Пржевальского пытались взять Екатеринодар. В ночь 22-23 сентября они были разбиты советскими войсками Будённого у села Белое. С остатками отряда отступил в горы Черноморского побережья. В эмиграции в Югославии, состоял членом объединения Лейб-гвардии 2-й артиллерийской бригады. Был сверхштатным чиновником при библиотеке югославского Генштаба.
Умер 13 декабря 1934 года в Белграде.

## Награды
- Орден Святого Станислава 3 степени (1890)
- Орден Святой Анны 3 степени (1896)
- Орден Святого Владимира 4 степени (1896)
- Орден Святого Станислава 2 степени (1899)
- Орден Святой Анны 2 степени (1905)
- Орден Святого Владимира 3 степени (1909)
- Орден Святого Станислава 1 степени (1912)
- Орден Святого Георгия 4-й степени (ВП 13.01.1915)
- Георгиевское оружие (ВП 17.05.1915)
- Орден Святого Георгия 3-й степени (ВП 11.02.1916)